# Meoneura palaestinensis
Meoneura palaestinensis är en tvåvingeart som beskrevs av Willi Hennig 1937. Meoneura palaestinensis ingår i släktet Meoneura och familjen kadaverflugor. Inga underarter finns listade i Catalogue of Life.